# جوزيف رافائيل دي لامار
جوزيف رافائيل دي لامار (بالإنجليزية: Joseph Raphael De Lamar)‏ هو سياسي أمريكي، ولد في 2 سبتمبر 1843، وتوفي في 1 ديسمبر 1918. حزبياً، نشط في الحزب الجمهوري. وقد انتخب عضو مجلس ولاية أيداهو.